# Elisabetta Vandi
Elisabetta Vandi (Pesaro, 30 marzo 2000) è una velocista italiana, medaglia di bronzo ai campionati mondiali di staffette nel 2019.

## Biografia
È figlia di Luca Vandi, ex mezzofondista da 3'38"60 sui 1500 m piani nel 1987, e Valeria Fontan, ex quattrocentista e primatista italiana juniores della staffetta 4×400 m, nonché sorella minore della mezzofondista Eleonora Vandi. Nel 2015 ha stabilito il primato italiano cadette dei 300 metri piani con il tempo di 38"57.
A livello giovanile ha partecipato ai Mondiali under 20 di Tampere 2018 piazzandosi settima nella finale dei 400 metri piani con il tempo di 53"40, dopo aver stabilito in semifinale il record italiano juniores della specialità con il tempo di 53"24; nella stessa manifestazione ha fatto parte della staffetta 4×400 metri che si è classificata sesta in finale con il nuovo record italiano juniores di 3'34"00. La stagione successiva, sulla pista di Grosseto, ha abbassato ulteriormente il record italiano juniores dei 400 m piani portandolo a 52"82 (poi superato da Elisa Valensin nel 2024).
Nel 2022 ha gareggiato ai campionati del Mediterraneo under 23 di Pescara vincendo la medaglia d'argento nei 400 m piani con il tempo di 53"41, alle spalle della connazionale Alessandra Bonora, e la medaglia d'oro nella staffetta 4×400 m con il tempo di 3'34"25, nuovo record dei campionati.

## Record nazionali
Cadette (under 16)
- 300 metri piani : 38"57 ( Fidenza, 7 giugno 2015)

## Palmarès
| Anno | Manifestazione   | Sede     | Evento      | Risultato | Prestazione | Note                                   |
| ---- | ---------------- | -------- | ----------- | --------- | ----------- | -------------------------------------- |
| 2015 | EYOF             | Tbilisi  | 200 m piani | Batteria  | 26"87       | [ 2 ]                                  |
| 2017 | Europei U20      | Grosseto | 400 m piani | Batteria  | 55"54       |                                        |
| 2017 | Europei U20      | Grosseto | 4×400 m     | 6ª        | 3'35"86     | Miglior prestazione nazionale under 20 |
| 2018 | Mondiali U20     | Tampere  | 400 m piani | 7ª        | 53"40       | [ 3 ]                                  |
| 2018 | Mondiali U20     | Tampere  | 4×400 m     | 6ª        | 3'34"00     | Miglior prestazione nazionale under 20 |
| 2019 | World Relays     | Yokohama | 4×400 m     | Bronzo    | 3'27"74     |                                        |
| 2019 | Europei U20      | Borås    | 400 m piani | 8ª        | 55"12       | [ 4 ] [ 5 ]                            |
| 2022 | Mediterraneo U23 | Pescara  | 400 m piani | Argento   | 53"41       |                                        |
| 2022 | Mediterraneo U23 | Pescara  | 4×400 m     | Oro       | 3'34"25     | Record dei campionati                  |

## Campionati nazionali
2016
- Argento ai campionati italiani allievi indoor, 200 m piani - 24"63

2017
- Eliminata in batteria ai campionati italiani assoluti, 400 m piani - 55"42
- Oro ai campionati italiani allievi, 400 m piani - 55"04
- Oro ai campionati italiani allievi indoor, 400 m piani - 56"50

2018
- 5ª ai campionati italiani assoluti indoor, 400 m piani - 54"36
- Oro ai campionati italiani juniores, 400 m piani - 54"83
- Oro ai campionati italiani juniores indoor, 400 m piani - 55"76

2019
- Argento ai campionati italiani juniores (Rieti), 200 m - 24"20
- Oro ai campionati italiani juniores indoor, 400 m piani - 54"77

2020
- 8ª ai campionati italiani assoluti, 400 m piani - 55"12
- Argento ai campionati italiani promesse, 400 m piani - 53"88

2021
- Eliminata in batteria ai campionati italiani assoluti indoor, 400 m piani - 55"05

2022
- 8ª ai campionati italiani assoluti, 400 m piani - 53"41
- 4ª ai campionati italiani promesse, 400 m piani - 54"37

2023
- Eliminata in batteria ai campionati italiani assoluti, 400 m piani - 53"91
- Eliminata in batteria ai campionati italiani assoluti indoor, 400 m piani - 54"85

2024
- 7ª ai campionati italiani assoluti, 800 m piani - 2'05"23

## Altre competizioni internazionali
2019
- 6ª al Memorial Van Damme ( Bruxelles), 400 m piani - 54"20